# Musigati
Musigati is een gemeente (commune) in de provincie  Bubanza in Burundi.  De hoofdplaats van de gemeente draagt dezelfde naam.